# Saïdou Rouamba
Pour les articles homonymes, voir Rouamba.
Saïdou Rouamba (né le 29 juin 1968) est un coureur cycliste burkinabé. 

## Biographie
Champion national à quatre reprises, il a également remporté le Tour du Faso et la Boucle du coton. En 2006, il a représenté le Burkina Faso au championnat du monde sur route à Salzbourg avec Jeremie Ouedraogo et Abdul Wahab Sawadogo.
Il met un terme à sa carrière en fin d'année 2008, après une dernière participation au Tour du Faso. 

## Palmarès
- 1990
  - 1re étape du Tour du Faso
- 1991
  - Tour du Faso :
    - Classement général
    - 2e, 10e et 11e étapes
- 1994
  - 1re et 6e étapes du Tour du Faso
- 1995
  -  Champion du Burkina Faso sur route
- 1997
  - 2ea, 2eb et 9e étapes du Tour du Faso
- 1999
  - 2e du championnat du Burkina Faso sur route
- 2000
  -  Champion du Burkina Faso sur route
- 2001
  -  Champion du Burkina Faso sur route
- 2002
  - 11e étape du Tour du Faso
  - 3e du championnat du Burkina Faso sur route
- 2003
  -  Champion du Burkina Faso sur route
- 2005
  - 2e du Tour du Faso
  - 3e du championnat du Burkina Faso sur route
- 2006
  - 2e étape de la Boucle du coton
  - 3e de la Boucle du coton
- 2007
  - Boucle du coton :
    - Classement général
    - 2e étape
- 2008
  - 5e étape de la Boucle du coton
  - 1 étape du Tour du Togo
  - 2e du championnat du Burkina Faso sur route

## Classements mondiaux
| Année           | 2005 | 2006 | 2007 | 2008 | 2009 |
| --------------- | ---- | ---- | ---- | ---- | ---- |
| UCI Africa Tour | 11e  | 8e   | 20e  | 37e  | 85e  |